# Henri Traoré
Henri Traoré (13 aprile 1983) è un ex calciatore burkinabé, difensore.